# Smiljana Knez
Smiljana Knez, slovenska diplomatka, * 2. januar 1962
Od avgusta 2019 do decembra 2022 je delovala kot svetovalka predsednika Republike Slovenije za zunanjo politiko. Od 2016 do 2019 je bila veleposlanica Republike Slovenije na Hrvaškem, med leti 2011 in 2015 pa na Češkem. Leta 2024 je postala prva slovenska veleposlanica na Filipinih.
V Ministrstvu za zunanje zadeve, ki se mu je pridružila leta 1992, je opravljala različne naloge; delovala je kot namestnica veleposlanika na Češkem (1996–2000) in v Združenem kraljestvu (2002–2006). Od leta 2006 do 2011 ter nato v letu 2015 je v zunanjem ministrstvu vodila področje človekovih pravic in leta 2008, v sklopu predsedovanja Slovenije Svetu Evropske unije, vodila delovno skupino EU za človekove pravice (COHOM). Leta 2010 je bila vodja delegacije Republike Slovenije za predstavitev izpolnjevanja zavez Slovenije, ki izhajajo iz Mednarodne konvencije o od pravi vseh oblik rasne diskriminacije.
Smiljana Knez je diplomirala iz sociologije na Ljubljanski univerzi leta 1985, magistrirala na King’s College London in doktorirala na Ljubljanski univerzi 2013. Smiljana Knez je prejemnica Velikega častnega reda za zasluge Italijanske republike.